# Naur Klint
Naur Klint (16. juni 1920 i København – 6. september 1978 i Gentofte) var en dansk arkitekt og grafisk designer.
Han var søn af Kaare Klint og barnebarn af P.V. Jensen Klint, der begge var arkitekter.
Naur Klint er mest kendt for at have tegnet på skrifttypen på de serier af danske nummerplader, der blev udstedt fra 1976 til 2008. I 1991 blev skrifttypen suppleret med flere bogstaver, desginet af sønnen Lars Klint. I lighed med sin far og farfar har Naur Klint desuden designet frimærker. I 1940'erne stod han for produktionsdesign til to spillefilm; Når man kun er ung og Billet mrk..